# Welykyj Schytyn
Welykyj Schytyn (ukrainisch Великий Житин; russisch Великий Житин Weliki Schitin, polnisch Żytyń Wielki) ist ein Dorf und das administrative Zentrum der gleichnamigen Landratsgemeinde in der ukrainischen Oblast Riwne mit etwa 1200 Einwohnern (2006).
Das 1518 gegründete Dorf liegt im Rajon Riwne an der Regionalstraße P–5 und P–77 9 km nordöstlich vom Oblast- und Rajonzentrum Riwne. Durch das Dorf fließt die Kustynka (Кустинка), ein 17 km langer, linker Nebenfluss der Horyn.
Am 11. Oktober 2017 wurde das Dorf ein Teil der neugegründeten Landgemeinde Schpaniw (Шпанівська сільська громада/Schpaniwska silska hromada), bis dahin bildete das Dorf die Landratsgemeinde Welykyj Schytyn mit etwa 2500 Einwohnern und einer Fläche von 32,74 km² (mit den Dörfern Barmaky (Бармаки ⊙) mit etwa 750 Einwohnern und Malyj Schytyn (Малий Житин ⊙) mit etwa 520 Einwohnern).

## Persönlichkeiten
- Leonid Krawtschuk (1934–2022), von 1991 bis 1994 erster Präsident der unabhängigen Ukraine wurde in Welykyj Schytyn geboren.